# Обсерваторія Мараге
37°23′46″ пн. ш. 46°12′33″ сх. д. / 37.396078° пн. ш. 46.209158° сх. д.
Обсерваторія Мараге (перс. رصدخانه مراغه), також пишеться Марага, Марага, Мараге та Марага, була астрономічною обсерваторією, заснованою в середині 13 століття під патронатом Хулагуїда Хулагу та Насіра ад-Діна ат-Тусі, перського ученого і астронома. Обсерваторія розташована на західній стороні Мераге, яка розташована в сучасній провінції Східний Азербайджан Ірану.

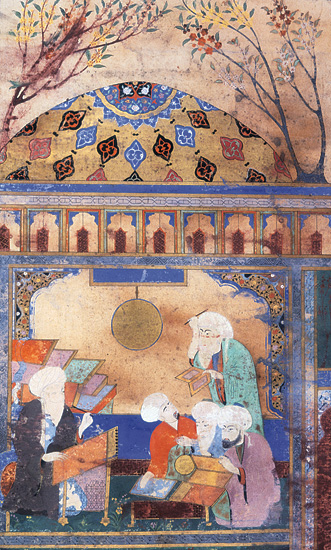
Картина Аль-Тусі та його колег, які працюють над астрономічним довідником Zij-i Ilkhani в обсерваторії

Обсерваторію Мараге вважали однією з найпередовіших наукових установ Євразії, оскільки вона була центром багатьох новаторських розрахунків у математиці та астрономії. У ній містилася велика колекція астрономічних інструментів і книг, і вона служила навчальним закладом. Її також використовували як модель для пізнішої обсерваторії Улуг-Бека в Самарканді, обсерваторії Такі ад-Дін у Константинополі та обсерваторії Джай Сінгх у Джайпурі.